# Zoo Olympics
Zoo Olympics è una serie televisiva a cartoni animati creata dal disegnatore belga Picha.
La serie rivede in chiave parodistica i Giochi Olimpici, facendo partecipare gli animali al posto degli esseri umani.
La sigla di testa, che è anche quella di coda, è Stars and Stripes Forever del compositore americano John Philip Sousa. A commentare le gare vi è un serpente, che nel doppiaggio italiano ha la voce di Nando Martellini e (in suo onore) gli fu dato il nome di Nando Serpentini.
Fu trasmessa in Italia da TMC durante Barcellona 1992.
La serie ebbe un seguito, intitolato Zoo Cup, in cui gli animali gareggiano in partite di calcio.